# The Dylan
The Dylan Amsterdam is een luxueus boetiekhotel aan de Keizersgracht 384 in Amsterdam, gevestigd in een historisch pand met een rijke geschiedenis.

## Geschiedenis
De locatie van The Dylan heeft een bijzondere culturele en historische waarde. In 1638 werd hier de eerste Stadsschouwburg van Amsterdam geopend, waar onder andere het toneelstuk Gijsbrecht van Aemstel van Joost van den Vondel zijn première beleefde. Na een verwoestende brand in 1772 bleef enkel de klassieke toegangspoort behouden. In 1773 werd op deze plek het rooms-katholieke armenkantoor opgericht, dat tot in de 20e eeuw in gebruik bleef.

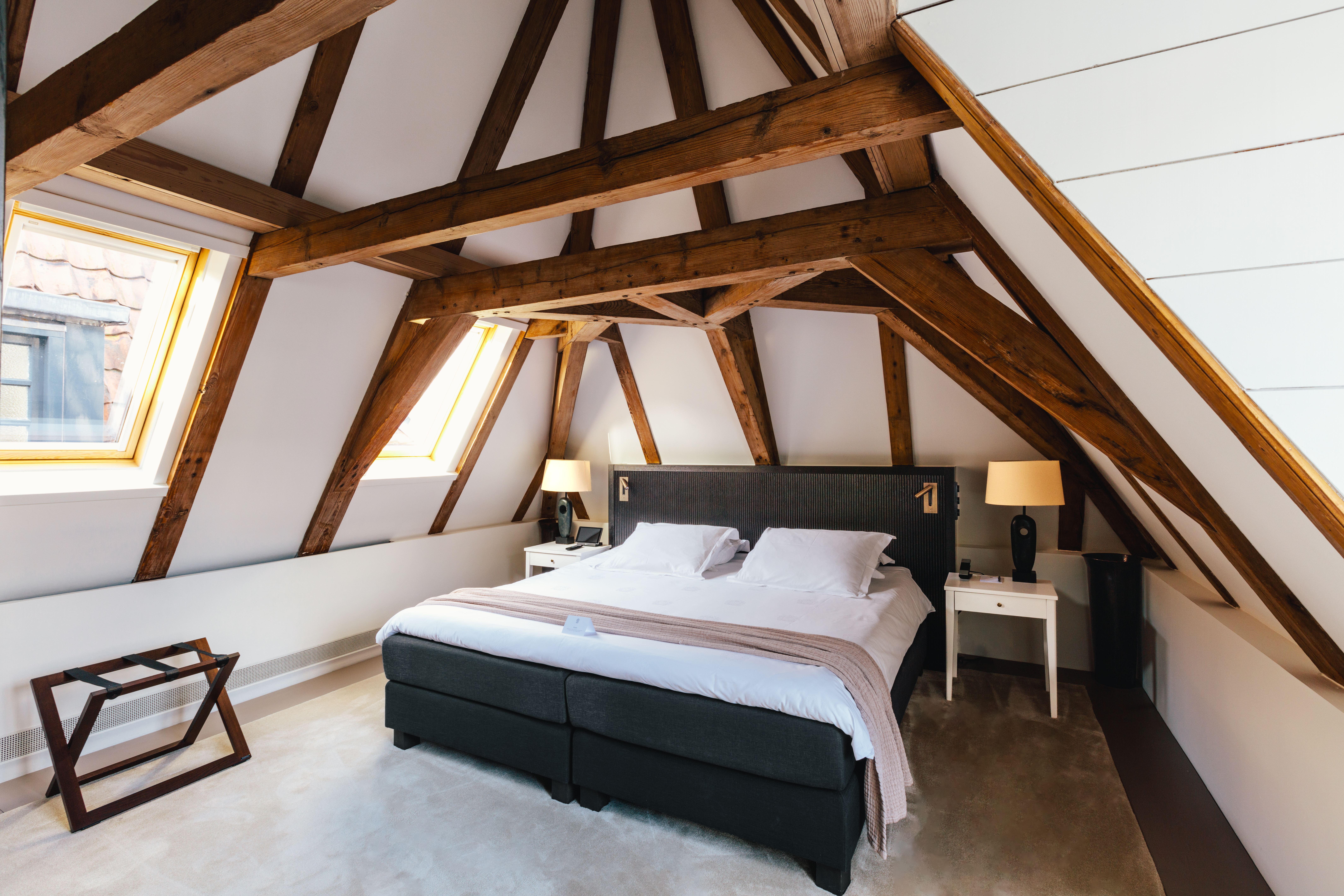

## Hotel
In 1997 werd het pand getransformeerd tot een exclusief hotel onder de naam Blakes Hotel Amsterdam, onder leiding van de Britse ontwerper en hotelier Anouska Hempel. Later werd het hotel hernoemd naar The Dylan Amsterdam.
The Dylan Amsterdam heeft 41 kamers en suite.

## Leading Hotels of the World
The Dylan Amsterdam is lid van The Leading Hotels of the World, een collectie van meer dan 400 onafhankelijke luxe hotels over de hele wereld. 

## Restaurants
Binnen The Dylan bevinden zich verschillende culinaire locaties, waaronder restaurant Vinkeles, dat is bekroond met twee Michelin-sterren. Het restaurant is gevestigd in een voormalige 18e-eeuwse bakkerij en biedt verfijnde Franse gerechten onder leiding van Executive Chef Jurgen van der Zalm.

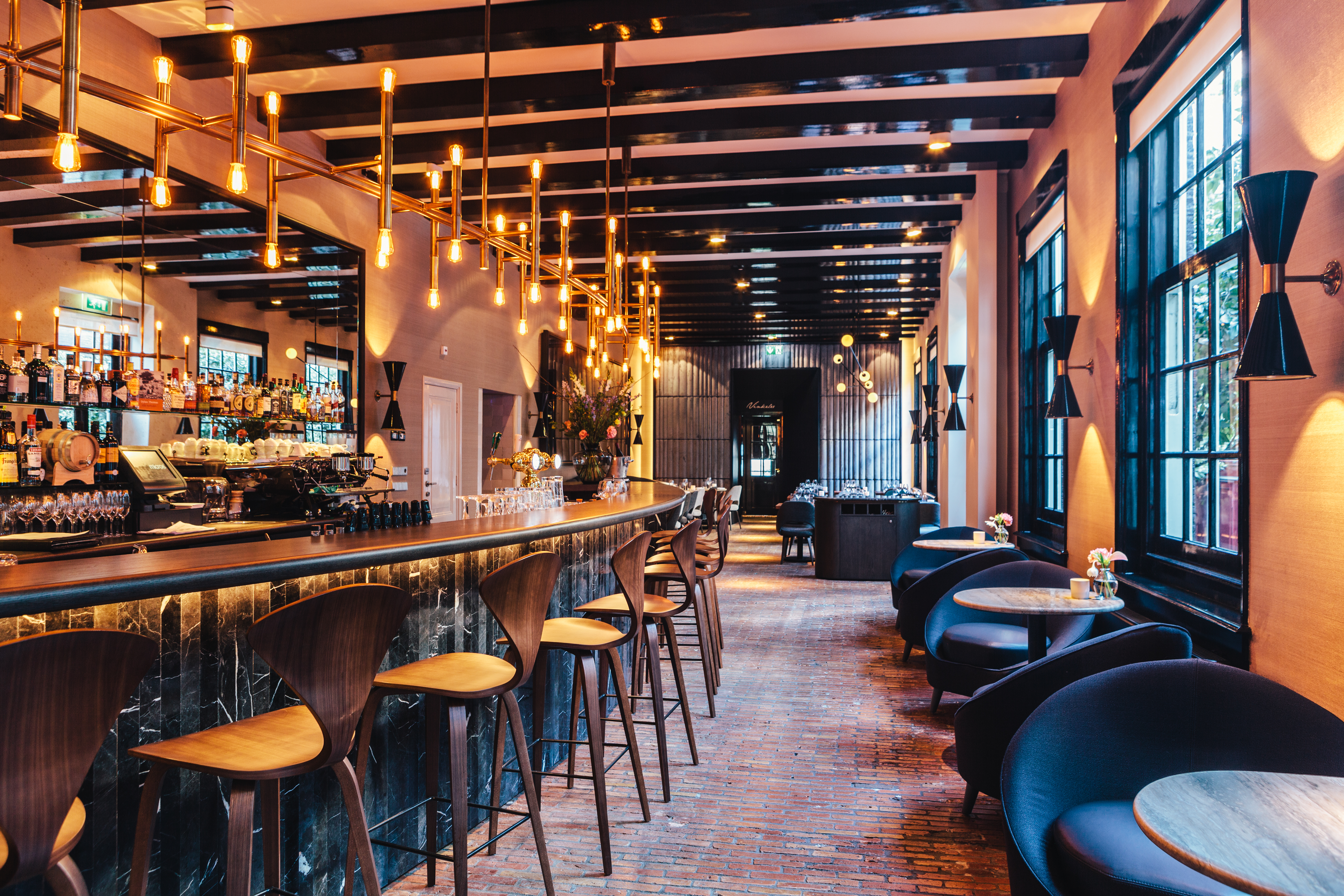

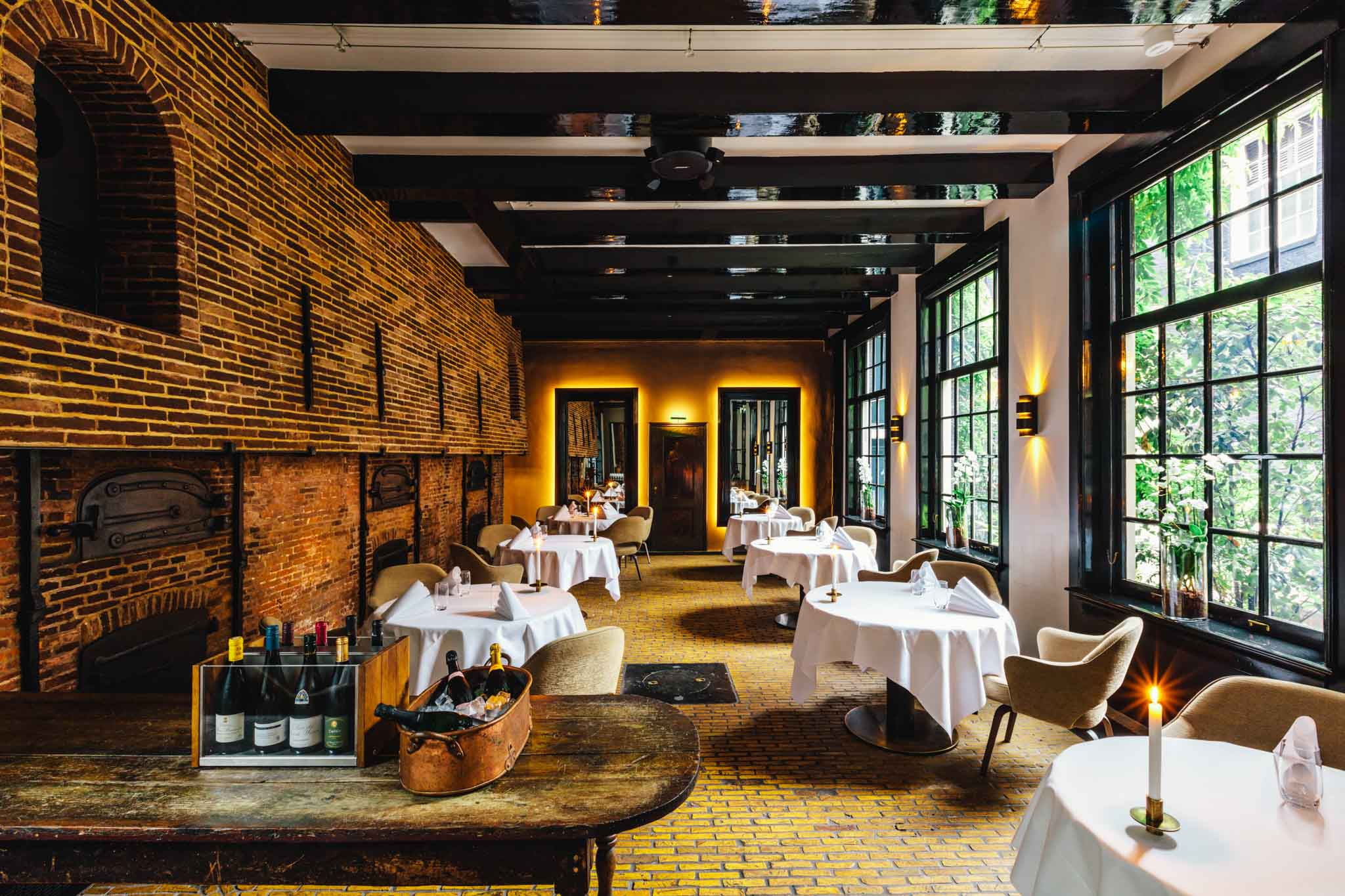

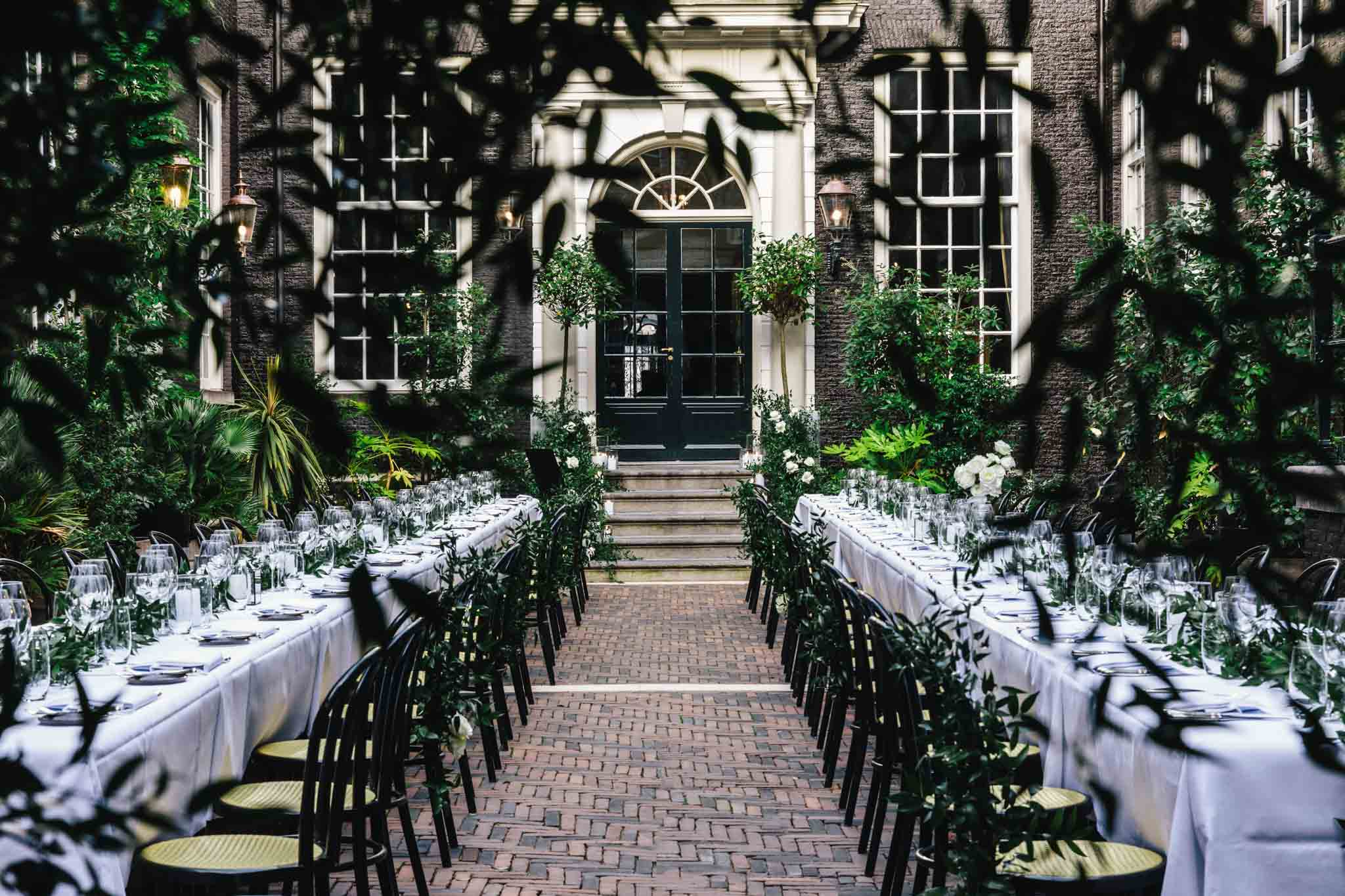

Het hotel beschikt tevens over restaurant até, een Chef’s Table met zes zitplaatsen, waar een tasting menu wordt geserveerd dat is geïnspireerd op de Japanse, Franse en Mexicaanse keuken. Bar Brasserie OCCO is een geliefde plek voor verfijnde cocktails en ontspannen diners in een stijlvolle setting.

## Meeting & Events
Het hotel beschikt over diverse ruimtes voor bijeenkomsten en evenementen, geschikt voor zowel formele vergaderingen als feestelijke gelegenheden. De meest prominente ruimte is de Regentenkamer, met hoge plafonds en een intieme sfeer, ideaal voor private dining en zakelijke events.
Tevens vind je er de ruimte Barbou – vernoemd naar een van de regenten die heeft bijgedragen aan de realisatie van het Armenkantoor – een kleinere privéruimte die perfect is voor diners en besloten meetings.
Voor grotere evenementen biedt The Dylan de combinatie van het Atrium en Ariana, twee verbonden ruimtes met een glazen dak en open haarden. Deze setting is bijzonder geschikt voor recepties, private dinners en grotere bijeenkomsten. Ariana biedt plaats aan zittende diners tot 80 gasten, terwijl het Atrium ideaal is als ontvangst- of borrelruimte.
In de zomermaanden vormt de binnentuin het perfecte decor voor bruiloften en diners in de open lucht.
The Dylan onderscheidt zich door een unieke combinatie van historie, luxe en eigentijds design. Met een focus op persoonlijke gastvrijheid en exclusieve service heeft het hotel zich gepositioneerd als een van de meest verfijnde verblijven in Amsterdam. Het trekt zowel internationale reizigers als lokale fijnproevers die op zoek zijn naar een unieke ervaring in het hart van de stad.